# Серафим (Иванов)
Архиепископ Серафим (в миру Леонид Георгиевич Иванов; 1 (13) августа 1897, Курск — 25 июля 1987, Махопак, штат Нью-Йорк) — епископ Русской православной церкви заграницей, архиепископ Чикагский и Детройтский.

## Биография
После окончания Курской классической гимназии в 1915 году, поступил в Московский университет на философский факультет.
В 1916 году в разгар Первой мировой войны пошёл добровольцем в армию и был направлен в Сергиевскую артиллерийскую школу в Одессе, и 15 августа 1917 года был снова отправлен на фронт.
После развала Русской армии, осенью 1918 года он ненадолго приезжал в Курск на похороны матери. Затем он вступил в Добровольческую армию, где служил в Марковской бригаде Корниловского Полка, и участвовал в наступлениях на Курск и Харьков. Во время отступления Белой армии к Крыму он заболел тифом и оказался в госпитале в Феодосии.
Эвакуировался в 1920 году из Крыма вместе с Белой армией, эмигрировал в Югославию.
В Югославии продолжил образование в Белградском университете, куда он поступил сначала на философский факультет, но вскоре перешёл на богословский. Закончив обучение, преподавал Закон Божий в сербской гимназии в Скопье.
в конце июня 1926 года во время летних каникул приехал на Афон и поселился со старцем Феодосием Карулийским, чтобы подготовиться к монашескому постригу.
1 августа 1926 года в Пантелеймоновском монастыре на горе Афон схиархимандрит Кирик (Максимов) постриг его в монашество с именем Серафим в честь преподобного Серафима Саровского.
В том же году возвращается в Скопье, где митрополитом Варнавой (Росичем), будущим Патриархом, был рукоположен во иеромонаха. Служит приходским священником и становится законоучителем в гимназии Скопле.
В 1934 году вступил Братство святого Иова Почаевского в Ладомировой.
В 1935 году возведён Митрополитом Антонием (Храповицким) в сан архимандрита и назначен им настоятелем монастыря Святого Иова Почаевского и Типографского братства.
В 1938 году на втором Всезарубежном соборе в Белграде, архимандрит Серафим сделал доклад «О монастырях и монашестве», в котором содержалось несколько рекомендаций об учреждении и деятельности монастырей в зарубежье.
При архимандрите Серафиме монастырь стал наиважнейшим печатным центром Зарубежной Церкви в предвоенный период. После нападения нацистской Германии на СССР написал статью в «Православной Руси», где расценивал это событие как начало восстановления Руси, которое надлежит совершить русскому народу. Архимандрит Серафим вспоминал пророчество одного старца: «По повелению Божию немцы войдут в Россию и спасут её, но в России не останутся и уйдут в свою страну». И все же, приветствуя «уничтожение безбожного коммунизма германской рукой», архимандрит Серафим предостерегал, что уповать на благородство Гитлера преждевременно, а вместо воссоздания России произойдет ее полное расчленение. Основой его станут искусственно созданные большевиками национальные республики.
Во время Второй мировой войны монастырь печатал православную литературу для распространения на оккупированных немцами территориях Советского Союза.
В октябре 1943 года принял участие в Венском совещании, которое не признало избрание митрополит Сергия (Страгородского) Патриархом Московским и всея Руси..
В 1944 году вместе с братией монастыря был вынужден бежать на Запад, чтобы спастись от наступавшей на Чехословакию Красной армии. Братия оказалась сначала в Германии, откуда отправилась в Швейцарию.
Составил послание с опровержением сведений о «полной религиозной свободе в СССР» и распространил его среди православных людей Западной Европы. Оно имело такой эффект, что Патриарху Московскому и всея Руси Алексию I было предписано особым Обращением от 15 декабря 1945 года объявить его «клеветой».
14 июля 1945 года в Мюнхене состоялось первое после окончания войны заседание Архиерейского Синода РПЦЗ, на котором архимандрит Серафим был избран викарным епископом Линцским. Хиротония была намечена на 12 августа, но была отложена.
24 февраля (9 марта) 1946 года в Крестовоздвиженском соборе Женевы архимандрит Серафим был возведён в епископа Сантьягского и Чилийского. Хиротонию совершили: митрополит Анастасий (Грибановский), епископ Монреальский и Канадский Иероним (Чернов) и епископ Брюссельский и Западноевропейский Нафанаил (Львов). Епископ Серафим становился клириком Северо-Американской митрополии, которая на тот момент входила в состав РПЦЗ.
После участия в Архиерейском Соборе в Мюнхене в мае 1946 года епископ Серафим, ввиду невозможности отправиться на кафедру в Чили, вместе с братией эмигрировал в США, где они поселились в Свято-Троицком монастыре в Джорданвилле. В Джорданвилле он принимает на себя руководство монастырем Святой Троицы и начинает издавать газету «Православная Русь» и назначается епископом Троицким и викарием Восточно-Американской Епархии.
В ноябре 1946 году присутствовал в качестве наблюдателя на «Кливлендском соборе», на котором Северо-Американский митрополичий округ отделился от РПЦЗ. Вопреки решению большинства членом собора, остался в клире РПЦЗ, поддержав архиепископа Виталия (Максименко). Также из североамериканских иерархов в РПЦЗ остались архиепископы Тихон (Троицкий), Иоасаф (Скородумов), епископ Иероним (Чернов), а также 26 священников. Через месяц, 19 декабря 1947 года Собор иерархов Северо-Американской митрополии исключил архиепископа Виталия и его сторонников из состава митрополии и лишил их епархий. 4 марта 1948 года Архиерейский Синод РПЦЗ констатировал состоявшийся разрыв и объявил о восстановлении своих епархий в Северной Америке. 27—28 мая 1948 в Свято-Троицком монастыре в Джорданвилле состоялось совещание архиереев РПЦЗ в Америке, в котором епископ Серафим исполнял обязанности секретаря.
По инициативе епископа Троицкого Серафима в Махопаке, Нью-Йорк, в январе 1950 года на пожертвованной РПЦЗ земле близ Магопака была основана Ново-Коренная пустынь. 12 декабря 1950 года он был назначен настоятелем Ново-Коренной пустыни. Пустынь служила домом для Курской Коренной иконы и резиденцией Архиерейского Синода с 1951 по 1958 год.
3 мая 1951 года Архиерейский Синод предписал епископу Серафиму более не именоваться «Троицким». Вплоть до 1957 года иерарх находился в непосредственном подчинении Синода и в документах упоминался как «епископ Серафим, настоятель Ново-Коренной пустыни».
После кончины архиепископа Чикагского и Детройтского Григория (Боришкевича) в октябре 1957 года, был назначен на Чикагскую кафедру. Много потрудился, чтобы привести епархию в надлежащий порядок. В 1959 году возведён в сан архиепископа.
В 1960 году вместе с епископом Феофилом (Ионеску) хиротонисал греческого старостильного архимандрита Акакия (Паппас) во епископа Талантийского. Эта хиротония не была признана митрополитом Анастасием (Грибановским) и Синодом, но впоследствии в конце 1969 года была подтверждена митрополитом Филаретом (Вознесенским) и Синодом РПЦЗ.
В 1960 году основал Организацию Русских Православных Разведчиков (ОРПР), нашел и приобрел участок земли в 100 милях к западу от Чикаго для устройства детского летнего лагеря ОРПР. Это место получило название «Владимирово». Проводил съезды молодёжи
В 1969 году Архиепископ Серафим был награждён Архиерейским Синодом бриллиантовым крестом на клобук за его усердные труды на пользу Церкви.
С 1976 года носил титул архиепископа Чикагско-Детройтского и Среднеамериканского. Тогда же назначен почетным членом Синода и первым заместителем первоиерарха РПЦЗ митрополита Филарета (Вознесенского).
Последние месяцы жизни владыка сильно болел и недомогал. Скончался 25 июля 1987 года в Ново-Коренной пустыни в Махопак, не дожив неделю до своего 90-летия. Похоронен на русском кладбище близ Ново-Коренной пустыни.

## Публикации
- Гость дорогой // Православная Русь. 1937. — 20 мая/2 июня, № 10. — С. 2-3.
- Православное русское типографское монашеское братство преп. Иова Почаевского во Владимировой на Карпатах. Краткий обзор его истории и деятельности // Русский Православный календарь на 1941 г. — Владимирова, 1940. — С. 5-16. (под псевдонимом С. Верин)
- Паломничество из Нью-Йорка в Святую Землю (через Рим, Афины, Константинополь, Бейрут — на самолете) / Епископ Серафим. — [New York] : Епархиальное издательство, [1953?]. — 165, [3] с. : ил.; 23 см.
- Одигитрия Русского Зарубежья : повествование о Курской Чудотворной Иконе Знамения Божьей Матери и о дивных чудесах ее / еп. Серафим. — [Mahopac, N.Y.] : Новая Коренная пустынь, 1955. — 128 с. : ил., портр., факс.; 24 см.
  - Одигитрия Русского Зарубежья : повествование о Курской Чудотворной Иконе Знамения Божьей Матери и о дивных чудесах ее / Архиеп. Серафим. — 2-е изд., знач. доп. — [Mahopac, N.Y.] : Новая Коренная пустынь, 1963. — 173 с. : ил., портр., факс.; 24 см.
- Судьбы России. — Чикаго: [б. и.], 1959. — 30, [1] с.
- Бытописатель русского благочестия. К десятилетию со дня кончины И. С. Шмелева // Наша страна. — Буэнос-Айрес, 1960. — 7 июля, № 545. — С. 4
- Новый молодой архиерей в Русской Зарубежной Церкви // Православная Русь. — 1967. — № 16. — С. 7-8.
- Памятка 25-летия существования синодального подворья «Новая Коренная Пустынь» в г. Магопаке, штат Нью Йорк, 1950—1975 / архиепископ Серафим. — Mahopac, N.Y. : Изд. «Новой Коренной пустыни», 1975. — 41 с.